# Болезнь победы
Болезнь победы — случай, когда высокомерие и самодовольство, вызванные одержанной победой или победами, вскоре приводят к катастрофическому поражению.

Пример болезни победы: отступление Наполеона из Москвы

Полководец может презирать врага и верить в свою непобедимость, но вскоре это приводит его войска к катастрофе. Этот командир может использовать стратегии, которые, если они эффективны в предыдущих боях или манёврах, окажутся неэффективными против нового или более умного врага. Командир, страдающий «болезнью победы», также может не предвидеть, что новый враг может использовать тактику, отличную от тактики старых врагов. Чрезмерно самоуверенный командир может игнорировать военную разведку, которая позволила бы ему понять, что необходима новая тактика.
Хотя «болезнь победы» не обязательно предвещает поражение, она часто предшествует ему. Этот термин также применяется за пределами военного мира в таких областях, как психология, бизнес или маркетинг.

## Происхождение
Термин «болезнь победы» возник в японском языке в связи с с наступлением Японии на Тихоокеанском театре военных действий Второй мировой войны, где после нападения на Перл-Харбор в 1941 году Япония одержала серию почти непрерывных побед над союзниками в Юго-Восточной Азии и на Тихом океане.
Большая часть высокомерия Японии объясняется действиями адмирала Матомэ Угаки. Перед Мидуэйской операцией тактика Угаки вызывала напряжённость и сомнения у других японских военнослужащих, от непреодолимых решений до игнорирования развивающегося конфликта в Тихом океане.
Хотя японцы планировали установить периметр и перейти к обороне, победы побудили их продолжать расширение до такой степени, что это создавало нагрузку на логистику и военно-морской флот. Кульминацией этого стала битва за Мидуэй в 1942 году, ставшая катастрофическим поражением японского флота. Все четыре японских авианосца были потоплены, а до сих пор неудержимое наступление японцев было остановлено.

## История

### До XIX века
- Высокомерие Ксеркса I привело к катастрофическому поражению империи Ахеменидов в битве при Саламине, произошедшей в 480 году до нашей эры. Это был переломный момент в греко-персидских войнах, и древние греки, которым персы противостояли, в конечном итоге победили. В битве участвовал древнегреческий драматург Эсхил; он написал пьесу «Персы», местом действия которой является битва при Саламине.
- В 1415 году в битве при Азенкуре англичане превосходили численностью от трёх до пяти к одному, но дезорганизация французских рыцарей, а также длинные луки превосходного качества были основными обстоятельствами, которые привели к тому, что англичане преодолели препятствия и уничтожили французов[6].
- Излишняя самоуверенность и недостаточная подготовка привели к катастрофическому поражению англичан во главе с Эдуардом II в битве при Бэннокберне от шотландцев во главе с Робертом Брюсом.
- Нападение испанского флота на Англию в 1588 году привело к поражению испанской армады. Точно так же чрезмерная самоуверенность англичан в следующем году привела к катастрофе английской армады.

### XIX век
- Решение Наполеона вторгнуться в Россию в 1812 году привело к возвращению только 10 000 французских солдат, хотя первоначально было отправлено 610 000. Неоднократные победы Наполеона в Центральной Европе заставили его поверить в то, что Россия сдастся после нескольких выигранных сражений, и не строил планов длительной кампании или оккупации России.
- В первые шесть недель франко-прусской войны французские армии, убеждённые в своём превосходстве после французских побед в Крымской войне и войнах за объединение Италии, вступили в войну с Пруссией, полагая, что их оружие и тактика легко победят пруссов. Однако тактика пруссов была лучше, и это привело к катастрофическим поражениям французов при Седане и Меце.
- Победы Соединённых Штатов над Мексикой и американскими индейцами привели к тому, что силы Союза проявили чрезмерную самоуверенность перед вступлением в гражданскую войну. Не сумев обновить свою тактику в соответствии с новыми технологиями, такими как нарезка огнестрельного оружия и использование мяча Минье в качестве боеприпасов, они предполагали, что превосходящая численность даст им быстрые победы, и игнорировали планы длительной войны до тех пор, пока не последуют повторные поражения.
- Решения Конфедерации, принятые во время и до их поражения в битве при Геттисберге, после их численно превосходящей победы в битве при Чанселлорсвилле со счётом пять к двум и предыдущих сражений на восточном театре военных действий Гражданской войны в США.
- Капитан и подполковник Бревет Уильям Дж. Феттерман во время индейских войн в Америке хвастался, что, имея «80 человек», он «проедет через всю нацию». Он презирал боевые способности сиу и был слишком уверен в своей военной доблести. В 1866 году, во время Войны Красного Облака, он и его армия численностью ровно 80 человек (включая двух гражданских добровольцев) были убиты до последнего человека объединёнными силами Лакота, Северных Шайеннов и Арапахо. Возможно, это было худшее поражение армии на Великих равнинах, пока десять лет спустя его не затмила катастрофа в Литтл-Бигхорне.
- Битва при Литл-Бигхорне, в которой лакота и северные шайенны уничтожили пять рот 7-го кавалерийского полка под командованием подполковника Джорджа Армстронга Кастера и серьёзно покалечили шесть других. Ожидая повторения битвы на реке Уошита , Кастер проигнорировал противоположные сведения или не стал их искать.
- В битве при Изандлване 1879 года, во время англо-зулусской войны, армия зулусов уничтожила британскую армию, оснащённую самым передовым оружием и тактикой того времени. Эта победа при Исандлване привела к тому, что ранее не вступавшее в бой подразделение зулусов, Корпус Унди под командованием принца Дабуламанзи кампанде, поверило, что они легко уничтожат британских защитников в битве при Роркс-Дрейф свирепостью и огромной численностью, и поэтому атаковало это место в нарушение приказа короля. Цетшвайо кампанде . Вместо этого британцы, которые использовали разумную тактику и максимально сконцентрировали свою огневую мощь, выиграли битву и убили 351 подтверждённого зулуса и ещё 500 были ранены.

### XX век
- Сражения при Цере и Колубаре во время Первой мировой войны считаются катастрофическими поражениями Австро-Венгрии. Чрезмерная самоуверенность и недооценка сербской армии в конечном итоге привели к двухлетней задержке сербской кампании.
- Битва при Пинсингуане во время Японо-китайской войны между Японией и Китаем. После серии лёгких побед над противниками самоуверенные японцы не приняли элементарных мер предосторожности.
- Вступление Италии во Вторую мировую войну (1940 г.) последовало за серией побед в Ливии (1922—1932 гг.), Эфиопии (1935—1936 гг.), и Албании (1939 г.). Фашистский режим в Италии был полностью уверен, что сможет вести глобальную войну с Союзниками[7].
- Катастрофическое решение Гитлера вторгнуться в Советский Союз в 1941 году недооценило военную стойкость Советского Союза и рассчитывало на успех тактики, использованной в предыдущих кампаниях, таких как вторжение в Польшу и битва за Францию. Уверенные в победе, немцы не рассчитывали попасть в неблагоприятные условия, в том числе распутицу. В результате немецкое наступление на Советский Союз было остановлено 5 декабря 1941 года.
- Решение Японии атаковать Перл-Харбор 7 декабря 1941 года. Это последовало за победами в Первой японо-китайской войне, Русско-японской войне и Первой мировой войне, а также ранними победами во время Второй китайско-японской войны. Как оказалось, атака казалась тактически успешной, но была стратегически катастрофической: Тихоокеанский флот США был повреждён в относительно поверхностной степени, его авианосные группы находились в море, а жизненно важные объекты береговой базы были проигнорированы в ходе атаки, такие как хранилища топлива, разрушение которого само по себе могло бы парализовать работу флота на несколько месяцев. Что ещё более важно, поскольку соответствующее японское дипломатическое сообщение было слишком медленным для обработки и представления американскому правительству до тех пор, пока не началось нападение, нападение, частично направленное на деморализацию американцев, вместо этого спровоцировало яростное возмездие, которое в конечном итоге привело к поражению Японии.
- Гамаль Абдель Насер, президент Египта, считал, что во время Суэцкого кризиса египетские вооружённые силы нанесли поражение объединённым силам Израиля, Великобритании и Франции, хотя на самом деле решающим фактором было давление со стороны Соединённых Штатов. Это дало Насеру преувеличенное представление о силе своих войск, поэтому, когда началась Шестидневная война, он поверил, что Египет сможет защитить себя от наступления Израиля. Однако эта чрезмерная самоуверенность, а также ложные сообщения о «победе», которые привели Иорданию и Сирию к войне, оказались её крахом, поскольку Израилю удалось победить арабские силы и завоевать их территорию[8][9].